# Distretto di Nūra
Il distretto di Nūra (in kazako: Нұра  ауданы) è un distretto (audan) del Kazakistan con  capoluogo Kievka.